# St. Joseph Krankenhaus Berlin-Tempelhof

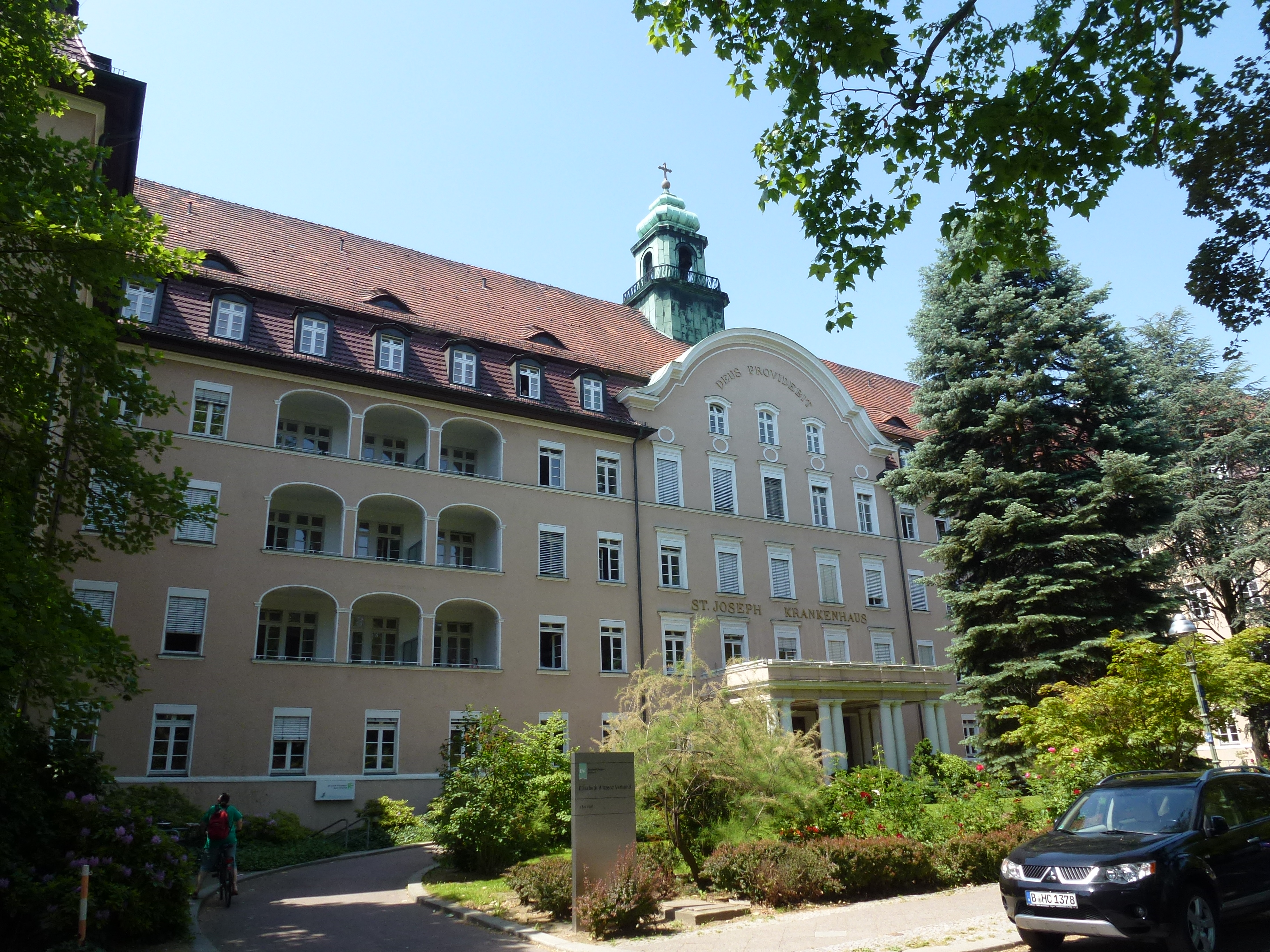
Blick auf den ehemaligen Haupteingang des Krankenhauses in der Straße Bäumerplan

Das St. Joseph-Krankenhaus (Eigenschreibweise ohne Durchkopplung) befindet sich im Süden Berlins, im Ortsteil Tempelhof des Bezirks Tempelhof-Schöneberg. Mit jährlich mehr als 74.000 Patienten und 506 Betten gilt es als das größte katholische Krankenhaus in Berlin (Stand Ende 2018). Darüber hinaus ist es mit fast 4200 Geburten im Jahr 2017 das geburtenstärkste Krankenhaus Deutschlands. Gegründet wurde das St. Joseph Krankenhaus am 30. Dezember 1928. In den 2000er Jahren hat sich das Krankenhaus auch auf die Behandlung von Nierenerkrankungen spezialisiert. Das Krankenhausgebäude steht unter Denkmalschutz.

## Geschichte
Die Schwesternschaft der heiligen Elisabeth in Neiße/Schlesien wurde zur ambulanten Pflege von Kranken jeden Standes und jeder Weltanschauung gegründet. 1840–1870 kamen erste Schwestern auch nach Berlin, wonach bis zu 50 Niederlassungen in der Berliner Provinz entstanden. Aufgrund einer Verdoppelung der Einwohnerzahl Berlins zwischen 1900 und 1920 herrschte großer Mangel an Krankenhausbetten. Ein großer Zeitungsaufruf der Berliner Provinzoberin Schwester M. Ewalda Weinrich führte zu einer Spendensumme von einer Million Reichsmark, die den Grundstock für den Erwerb eines Grundstückes in Neu-Tempelhof und den Bau eines Krankenhauses bildete.
Das Gebäude zwischen Gontermannstraße und Bäumerplan entstand 1927–1928 nach Plänen von Ludwig Hoffmann und Friedrich Hennings. Es ist ein gelistetes Baudenkmal. Eine Grippeepidemie im Spätherbst 1928 führte dazu, dass das St. Joseph-Krankenhaus am 30. Dezember 1928 früher als geplant in Betrieb genommen wurde. Bereits 1930 arbeiteten 60 Elisabethschwestern und rund 130 weltliche Mitarbeiter im Krankenhaus.
Das Krankenhaus diente mit den Räumen der Krankenpflegeschule von 1939 bis 1945 als Reservelazarett. Zeitweise wurden dort mehr als 1000 Patienten betreut. Alliierte Bombenangriffe führten zur teilweisen Zerstörung des Krankenhauses im Zweiten Weltkrieg.
Die Gebäude konnten nach Kriegsende wieder zu großen Teilen nutzbar gemacht werden. Ab dem Jahr 1950 erhielt das Krankenhaus eine eigene Blutbank, die 1979 komplett war. Die Säuglingsstation wurde umgebaut und die Patientenzimmer neu aufgeteilt. Im Jahr 1972 ließ die Krankenhausleitung ein neues Gebäude für die Krankenpflegeschule und ein Wohnheim für die Schüler errichten. Drei Jahre darauf wurde das Institut für Pathologie gegründet, wodurch das Krankenhaus seit 1975 über neun ärztliche Abteilungen verfügt.
Von 1977 bis 1985 fanden langjährige Sanierungs- und Neubaumaßnahmen in drei nacheinander liegenden Bauabschnitten bei laufendem Betrieb statt. Die Architekten waren Jürgen Jüchser und Peter R. Pawlik. Hierbei erhielt der gesamte Krankenhauskomplex einen neuen Haupteingang in der Wüsthoffstraße. Der  ursprüngliche, repräsentativen Haupteingang im Bäumerplan wurde für Besucher dauerhaft geschlossen, er diente den Ordensschwestern als interner Zugang. Von hier führt eine im Jugendstil ausgeführte Treppe mit Schmuckgeländer und einem Unterbau aus wertvollem Gestein dreiläufig in alle Geschosse. Im Erdgeschoss gibt es eine stetig geöffnete Krankenhauskapelle, im Neubauteil auch einen kleinen Andachtsraum.
Die mittleren Leitungsfunktionen in der Pflege wurden an das weltliche Personal übergeben, sodass sich die Ordensschwestern auf die Begleitung Schwerkranker und Sterbender konzentrierten. Im Jahr 1983 wurde das St. Joseph-Krankenhaus Akademisches Lehrkrankenhaus für die Freie Universität Berlin.
Im Jahr 1995 erfolgte die Eröffnung einer Kinderklinik nach umfangreichen Baumaßnahmen und Übernahme von 76 pädiatrischen Plätzen aus dem Christophorus-Kinderkrankenhaus Lichtenrade. Zwischen 2001 und 2003 entstand an der Gontermannstraße nach den Plänen des Architekten Peter R. Pawlik ein Gebäude für die Kinder- und Jugendpsychiatrie, bestehend aus dem umgebauten alten Wäschereigebäude und einem Neubau. Die Klinik für seelische Gesundheit im Kindes- und Jugendalter wurde 2003 mit 50 Plätzen eröffnet.
Die Neugestaltung der Zentralen Notaufnahme stand 2009–2012 im Fokus, um eine spezialisierte Behandlung von Kindern und Erwachsenen zu gewährleisten. 2012 eröffnete die Gynäkologie einen neuen Kreißsaal mit sieben Geburtsräumen und direkter Verbindung zur Kinderintensivstation.
Die Trägerschaft des St. Joseph-Krankenhauses Berlin-Tempelhof GmbH ging 2014 an den neugegründeten bundesweit tätigen Elisabeth Vinzenz Verbund als gemeinnützige Gesellschaft. Dieser ist als Zusammenschluss der Katholischen Wohltätigkeitsanstalt zur heiligen Elisabeth und der Kirchlichen Stiftung St. Bernward Hildesheim hervorgegangen. Sitz der zentralen Holding-Gesellschaft ist Berlin.

## Medizinisches Spektrum
Das Krankenhaus verfügt über die folgenden Kliniken:
- Medizinische Klinik I mit zentraler Endoskopie
- Medizinische Klinik II mit Dialyse
- Klinik für Allgemein- und Visceralchirurgie
- Klinik für Orthopädie und Unfallchirurgie
- Klinik für Wirbelsäulenchirurgie
- Klinik für Geriatrie
- Klinik für Gynäkologie
- Klinik für Geburtshilfe
- Klinik für Kinder- und Jugendmedizin
- Klinik für Kinderchirurgie und -urologie
- Klinik für seelische Gesundheit im Kindes- und Jugendalter
- Klinik für Anästhesie und Intensivmedizin

Insgesamt hält das Krankenhaus 495 Betten vor. Das St. Joseph Krankenhaus ist seit 1983 akademisches Lehrkrankenhaus der Charité. Es verfügt über die größte außeruniversitäre Nephrologie Deutschlands. Spezialisiert ist das St. Joseph darüber hinaus auf Visceralchirurgie, Orthopädie, Gastroenterologie, Geriatrie sowie die interdisziplinäre Tumortherapie und Palliativmedizin.

## Babyklappe

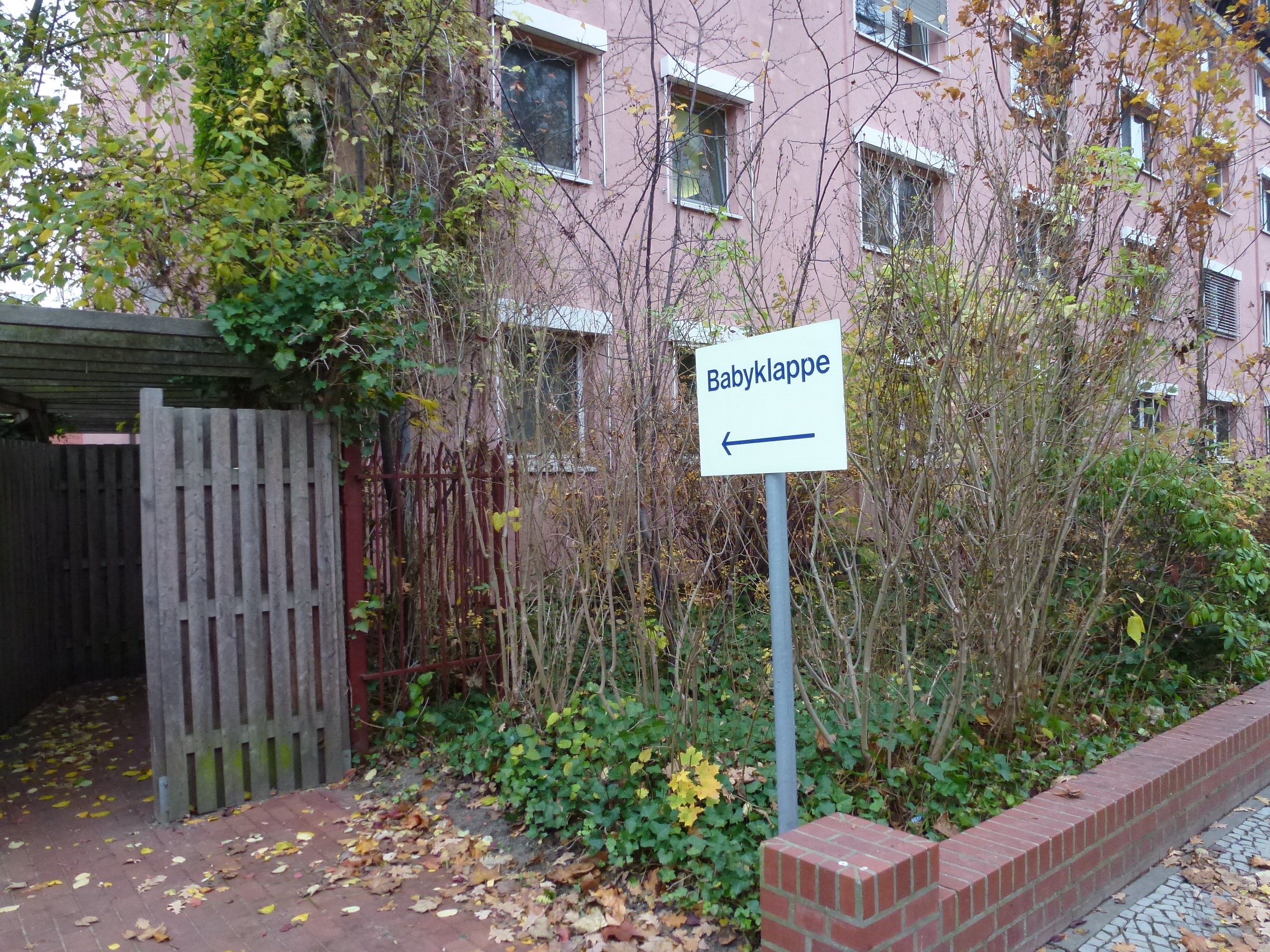
Babyklappe in der Gontermannstraße 41

Als eines von fünf Berliner Krankenhäusern hat das St. Joseph Krankenhaus eine Babyklappe, an der Mütter nach der Geburt anonym ihr Baby abgeben können. Die Babyklappe befindet sich an der Außenwand der Neonatologie in der Gontermannstraße 41. Vom Bürgersteig aus weist ein gut sichtbares Schild darauf hin; der Weg zur Babyklappe ist mit einem hohen Zaun gegen neugierige Blicke geschützt. Konkrete Zahlen über die Nutzung werden laut einer berlinweiten Übereinkunft nicht genannt.

## Lage
Das St. Joseph Krankenhaus befindet sich in der Wüsthoffstraße 15 und ist durch die Buslinien 140 (Haltestelle Wüsthoffstraße), 184 (Haltestelle Gontermannstraße) und 248 (Haltestelle Gontermannstraße; Bäumerplan) zu erreichen. Auch der Bahnhof Südkreuz ist nicht weit entfernt.